# Chris Benoit
Christopher Michael Benoit (* 21. května 1967 - 24. června 2007) byl kanadský profesionální zápasník. Během své 22leté kariéry pracoval pro různé wrestlingové společnosti, včetně World Wrestling Federation/World Wrestling Entertainment (WWF/WWE), World Championship Wrestling (WCW) a Extreme Championship Wrestling (ECW). Začátek kariéry zahájil v Stampede Wrestling v jeho rodné Kanadě a později odešel do New Japan Pro-Wrestling (NJPW).
Při dvojnásobné vraždě a vlastní sebevraždě zavraždil dne 22. června 2007 ve svém domě svou manželku, další den zabil svého 7letého syna a následující den spáchal sebevraždu. Výzkum, který provedla společnost Sports Legacy Institute (nyní Concussion Legacy Foundation), ukázal, že deprese a chronická traumatická encefalopatie (CTE), způsobené otřesy mozku, které Benoit utrpěl během své wrestlingové kariéry, byly pravděpodobně faktory přispívající k tomuto onemocnění a následujícím spáchaným vraždám.
Během své kariéry používal přezdívky The (Canadian) Crippler a The Rabid Wolverine. Za svoji kariéru získal třicet titulů. Nejvýznamnějšími byly WCW World Heavyweight Championship a World Heavyweight Championship. V roce 2004 vyhrál Royal Rumble, později téhož roku ovládl i hlavní tahák WrestleManie XX.

## Mládí
Narodil se v Montrealu v provincii Québec, jeho rodiče byli Michael a Margaret Benoitovi. Vyrůstal v Edmontonu. Měl sestru, která žila poblíž. Mezi jeho idoly v dospívání patřili Bret Hart, Tom Billington či Stu Hart.

## Osobní život
Mluvil plynně anglicky i francouzsky. Dvakrát se oženil, se svou první manželkou Martinou měl dvě děti (Davida a Megan). V roce 1997 se toto manželství rozpadlo a později začal žít s Nancy Sullivanovou, manželkou bookera a wrestlera WCW Kevina Sullivana. Dne 25. února 2000 se Chrisovi a Nancy narodil syn Daniel a následně se spolu i vzali. Bylo to Nancyino třetí manželství. V roce 2003 Nancy požádala o rozvod a uvedla, že manželství bylo „neobnovitelné“ a obviňovala jej z „krutého zacházení“. Tvrdila, že často kvůli vzteku rozbíjel nábytek a házel s ním. Později na něj podala zákaz přiblížení.
Jeho velcí přátelé byli Eddie Guerrero a Dean Malenko.

## Vraždy a smrt
Dne 25. června 2007 vstoupila policie do Benoitova domu ve Fayetteville, když zaměstnanci WWE požádali o tzv. „welfare check“. Benoit bez toho, aniž by dal někomu vědět, zmeškal několik wrestlingových akcí, což vedlo k obavám o jeho zdraví. Policisté objevili těla Benoita, jeho manželky Nancy a jejich sedmiletého syna Daniela kolem 14:30. Při vyšetřování úřady nenašly žádné další podezřelé. Bylo prokázáno, že vraždy spáchal Benoit. Během tří dnů Benoit zabil svou ženu a syna, poté spáchal sebevraždu. Jeho žena byla před zabitím svázána. Benoitův syn byl zdrogován Xanaxem a pravděpodobně v bezvědomí, než ho Benoit uškrtil. Ten se následně oběsil na svém posilovacím stroji.
V ten den WWE zrušila vysílání show RAW a místo toho vysílala dokument o Benoitově životě, úspěších a zajímavostech.
Toxikologické zprávy vydané 17. července 2007 odhalily, že v době smrti měla Nancy v těle tři různé drogy: Xanax, hydrokodon a hydromorfon, z nichž všechny byly nalezeny spíše v menší než toxické míře. Zjistilo se, že Daniel měl v těle Xanax, což vedlo hlavního soudního lékaře k domněnce, že byl předtím, než byl zavražděn, pod sedativy. Bylo zjištěno, že Benoit měl v těle Xanax, hydrokodon a zvýšenou hladinu testosteronu způsobenou syntetickou formou hormonu. Benoit se pravděpodobně léčil kvůli předchozímu zneužívání steroidů. Nic nenasvědčovalo tomu, že by látky v Benoitově těle přispěly k jeho násilnému chování, které vedlo k vraždě a sebevraždě. Před tímto činem dostal Benoit v únoru 2006 nelegálně léky, které nebyly odsouhlaseny WWE, včetně nandrolonu, anabolického steroidu, a anastrozolu, léku na rakovinu prsu, který používají kulturisté pro jeho silné antiestrogenní účinky. Během vyšetřování zneužívání steroidů se ukázalo, že steroidy dostávali i další zápasníci.
Neurolog a bývalý profesionální zápasník Christopher Nowinski po této sebevraždě a dvojnásobné vraždě kontaktoval Michaela Benoita, Chrisova otce, a naznačil, že k jeho činům mohly vést roky traumatizace mozku jeho syna. Testy na Benoitově mozku provedl Julian Bailes, vedoucí neurochirurgie na West Virginia University, a výsledky ukázaly, že „Benoitův mozek byl tak vážně poškozen, že připomínal mozek 85letého pacienta s Alzheimerovou chorobou.“ Uvedl, že měl pokročilou formu demence, podobnou mozkům čtyř bývalých hráčů NFL, kteří měli mnohočetné otřesy mozku, propadli depresím a ubližovali sobě nebo ostatním. Bailes a jeho kolegové dospěli k závěru, že opakované otřesy mozku mohou vést k demenci, která může přispět k vážným problémům s chováním.
Po těchto činech byly o Benoitovi odstraněny informace na oficiálních stránkách a během vysílání se o něm přestalo jakkoliv mluvit.

## Úspěchy
- Cauliflower Alley Club
  - Future Legend Award (2002)
- Catch Wrestling Association
  - CWA World Tag Team Championship (1x) – s Davem Taylorem
- Extreme Championship Wrestling
  - ECW World Tag Team Championship (1x) – s Deanem Malenkem
- New Japan Pro-Wrestling
  - IWGP Junior Heavyweight Championship (1x)
  - Super J-Cup (1994)
  - Top/Best of the Super Juniors (1993, 1995)
  - Super Grade Junior Heavyweight Tag League (1994) – s Shinjiro Otanim
- Pro Wrestling Illustrated
  - Feud of the Year (2004) vs. Triple H
  - Match of the Year (2004) vs. Shawn Michaels a Triple H na WrestleMania XX
  - Wrestler of the Year (2004)
  - Ranked No. 1 of the top 500 singles wrestlers in the PWI 500 in 2004
  - Ranked No. 69 of the top 500 greatest wrestlers in the PWI Years in 2003
- Stampede Wrestling
  - Stampede British Commonwealth Mid-Heavyweight Championship (4x)
  - Stampede Wrestling International Tag Team Championship (4 times) – s Benem Bassaraben (1), Keithem Hartem (1), Lancem Idolem (1), a Biffem Wellingtonem (1)
  - Stampede Wrestling Hall of Fame (1995)
- Universal Wrestling Association
  - WWF Light Heavyweight Championship (1x)
- World Championship Wrestling
  - WCW World Heavyweight Championship (1x)
  - WCW World Tag Team Championship (2x) – s Deanem Malenkem (1) a Perry Saturnem (1)
  - WCW World Television Championship (3x)
  - WCW United States Heavyweight Championship (2x)
  - Seventh WCW Triple Crown Champion
- World Wrestling Federation/Entertainment
  - World Heavyweight Championship (1x)
  - WWE Tag Team Championship (1x) – s Kurtem Anglem
  - WWE United States Championship (3x)
  - WWF/WWE Intercontinental Championship (4x)
  - WWF/World Tag Team Championship (3x) – s Chrisem Jerichem (1) a Edgem (2)
  - Royal Rumble (2004)
  - WWE Tag Team Championship Tournament (2002) – s Kurtem Anglem
  - 12th Triple Crown Champion
- Wrestling Observer Newsletter
  - Best Brawler (2004)
  - Best Technical Wrestler (1994, 1995, 2000, 2003, 2004)
  - Feud of the Year (2004) vs. Shawn Michaels and Triple H
  - Match of the Year (2002) with Kurt Angle vs. Edge and Rey Mysterio at No Mercy
  - Most Outstanding Wrestler (2000, 2004)
  - Most Underrated (1998)
  - Readers' Favorite Wrestler (1997, 2000)
  - Wrestling Observer Newsletter Hall of Fame (Class of 2003)